# Udo Ruggaber
Udo Ruggaber (* 10. Februar 1967 in Hockenheim) ist ein ehemaliger deutscher Ringer.

## Werdegang
Udo Ruggaber begann als Jugendlicher beim KSV Wiesental mit dem Ringen. Er widmete sich dabei dem griechisch-römischen Stil und wurde u. a. von Walter Gehring und Günter Hartlieb trainiert. 1983 wurde er erstmals deutscher A-Jugendmeister (intern. Bezeichnung: „Juniors“) in der Gewichtsklasse bis 60 kg Körpergewicht. Er startete im gleichen Jahr auch bei der Junioren-Weltmeisterschaft in Oak Lawns/USA und kam dort bei den „Cadets“ in der gleichen Gewichtsklasse auf den 8. Platz.
1984 belegte er bei der deutschen A-Jugendmeisterschaft den 2. Platz, gewann diesen Titel aber im Jahre 1985 zum zweiten Male und ließ dabei in der Gewichtsklasse bis 70 kg Körpergewicht Michael Panneck aus Lahr-Kuhbach und Thomas Zander aus Aalen, den späteren Welt- und Europameister, hinter sich.
1987 wurde Udo Ruggaber im Weltergewicht erstmals deutscher Meister bei den Senioren, wobei er seinen Vorgänger Raimund Feser aus Baienfurt aus dem Wettbewerb warf. Wegen eines Autounfalles konnte er anschließend an der Europameisterschaft der Senioren nicht teilnehmen, war aber rechtzeitig vor den Junioren-Weltmeisterschaften (Espoirs) in Vancouver wieder fit geworden. In Vancouver startete er im Weltergewicht mit drei Siegen, verlor aber dann gegen János Takács aus Ungarn und Tuomo Karila aus Finnland (4:5 techn. Punkte) und verfehlte mit dem 4. Platz knapp eine Medaille.
1988 wurde Udo Ruggaber erneut deutscher Meister im Weltergewicht, konnte sich aber verletzungsbedingt nicht für die internationalen Meisterschaften qualifizierten. 1989 wurde er mit seinem Verein deutscher Vize-Mannschaftsmeister. Er wurde 1989 auch bei der Weltmeisterschaft im schweizerischen Martigny eingesetzt. Im Weltergewicht siegte er dort über David Butler aus den Vereinigten Staaten und Erhan Balcı aus der Türkei, verlor dann gegen Torbjörn Kornbakk aus Schweden, siegte über Anton Marchl aus Österreich und gegen Anton Arghira aus Bulgarien. Als Poolzweiter konnte er aber gegen Petar Tenew aus Bulgarien um die Bronzemedaille kämpfen, verlor diesen Kampf aber nach Punkten.
1990 gewann Udo Ruggaber seinen dritten deutschen Meistertitel bei den Senioren im Weltergewicht. Er zeigte anschließend auch bei der Europameisterschaft in Posen gute Kämpfe. Er siegte über Erhan Balcı, Paulo Martins und den bulgarischen Titelverteidiger Petar Tenew, verlor dann gegen Tuomo Karila und gegen Jaroslav Zeman aus der Tschechoslowakei und kam durch einen kampflosen Sieg über Anton Arghira auf den 5. Platz.
Nach dem Gewinn seines vierten deutschen Meistertitels 1991 startete er im gleichen Jahr bei der Europameisterschaft in Aschaffenburg, verlor dort aber seine beiden Kämpfe gegen Zeljko Traikovic aus Jugoslawien und Yvon Riemer aus Frankreich und blieb damit unplatziert. Bei der Weltmeisterschaft 1991 in Rom siegte er im Weltergewicht über Min Yongjiang aus China und verlor gegen seine Angstgegner Tuomo Karila und Jaroslav Zeman. Er landete dort auf dem 13. Platz.
In den folgenden Jahren erreichte Udo Ruggaber, geplagt von einigen Verletzungen, nie mehr seine gewohnte Form und beendete mit 24 Jahren seine internationale Ringerlaufbahn. Er startete aber noch einige Jahre für seinen Verein, den KSV Wiesental, in der deutschen Bundesliga.

## Internationale Erfolge
| Jahr | Platz | Wettbewerb                             | Gewichtsklasse | |
| 1983 | 8.    | Junioren-WM (Cadets) in Oak Lawns/USA  | bis 60 kg KG   | Sieger: David Olmsted, USA vor Dimitrius Fotakakis, Griechenland |
| 1987 | 4.    | Grosser Preis der BRD in Aschaffenburg | Welter         | hinter Daulet Turlychanow, UdSSR, Andreas Lemke, DDR u. Timo Niemi, Finnland, vor Dan Podlesek, Dänemark u. Roger Tallroth, Schweden                                                                                |
| 1987 | 4.    | Junioren-WM (Espoirs) in Vancouver     | Welter         | nach Siegen über Yvon Riemer, Frankreich, Mahir Yazici, Türkei u. Jerzy Exterowicz, Polen u. Niederlagen gegen János Takács, Ungarn u. Tuomo Karila, Finnland                                                       |
| 1988 | 5.    | Grosser Preis der BRD in Aschaffenburg | Welter         | hinter Besolt Dezijew, UdSSR, Torbjörn Kornbakk, Schweden, Jaroslav Zeman, Tschechoslowakei u. Józef Tracz, Polen                                                                                                   |
| 1989 | 4.    | WM in Martigny/Schweiz                 | Welter         | mit Siegen über David Butler, USA u. Erhan Balcı, Türkei, einer Niederlage gegen Torbjörn Kornbakk, einem Sieg über Anton Marchl, Österreich u. Niederlagen gegen Anton Arghira, Rumänien u. Petar Tenew, Bulgarien |
| 1990 | 5.    | EM in Posen                            | Welter         | mit Siegen über Erhan Balcı, Paulo Martins, Portugal u. Petar Tenew, Niederlagen gegen Tuomo Karila u. Jaroslav Zeman u. einem Sieg über Anton Arghira                                                              |
| 1991 | unpl. | EM in Aschaffenburg                    | Welter         | nach Niederlagen gegen Zeljko Traikovic, Jugoslawien u. Yvon Riemer |
| 1991 | 13.   | WM in Rom                              | Welter         | mit einem Sieg über Min Yongjiang, China u. Niederlagen gegen Tuomo Karila u. Jaroslav Zeman |

## Deutsche Meisterschaften
| Jahr | Platz | Gewichtsklasse | Ergebnis                                                          |
| 1987 | 1.    | Welter         | vor Ralf Entholtzner u. Stefan Krämer, bde. ASV Urloffen          |
| 1988 | 1.    | Welter         | vor Jörg Sperling, KSV Essen-West u. Ralf Entholtzner             |
| 1990 | 1.    | Welter         | vor Eugen Brzoska, SC Langenlonsheim u. Armin Rachor, AC Goldbach |
| 1991 | 1.    | Welter         | vor Jörg Sperling, SV Essen u. Andreas Lemke, 1. Luckenwalder SC  |

Anm.: alle Wettbewerbe im griechisch-römischen Stil, WM = Weltmeisterschaft, EM =Europameisterschaft, Weltergewicht, damals bis 74 kg Körpergewicht